# Gesundheitssystem Litauens
Das Gesundheitssystem in Litauen hat die Förderung und Erhaltung der Gesundheit sowie die Vorbeugung gegen und Behandlung von Krankheiten und Verletzungen zur Aufgabe. In den Jahren vor 2005 verringerte sich die Bettenzahl durch Restrukturierungsprozesse auf weniger als 900 pro 100.000 Einwohner.

## Lehre und Forschung
- Medizinische Fakultät des Kollegiums Kaunas
- Kolleg Utena
- Fakultät für Gesundheitspflege am Staatlichen Kolleg Šiauliai
- Medizinfakultät der Universität Vilnius
- Universität für Gesundheitswissenschaften Litauens:
  - Medizinakademie der Universität für Gesundheitswissenschaften Litauens
  - Veterinärakademie der Universität für Gesundheitswissenschaften Litauens

## Krankenhäuser
Liste der größten Krankenhäuser nach Mitarbeiterzahl
1. Universitätskliniken Kaunas, VšĮ LSMUL
2. Santariškių klinikos, VUL VĮ
3. Respublikinė Šiaulių ligoninė, VšĮ
4. Respublikinė Panevėžio ligoninė, VšĮ
5. Vilniaus miesto klinikinė ligoninė, VšĮ
6. Kauno klinikinė ligoninė, VšĮ
7. Klaipėdos universitetinė ligoninė, VšĮ
8. Vaikų ligoninė, VšĮ VU ligoninės Santariškių klinikų filialas
9. Respublikinė Vilniaus universitetinė ligoninė, VšĮ
10. Respublikinė Kauno ligoninė, VšĮ
11. Klaipėdos jūrininkų ligoninė, VšĮ
12. Respublikinė Klaipėdos ligoninė, VšĮ
13. Vilniaus universiteto Onkologijos institutas
14. Alytaus apskrities S. Kudirkos ligoninė, VšĮ

## Polikliniken
- Kaunas: Kauno miesto poliklinika, VšĮ (1700 MitA)
- Vilnius: Centro poliklinika, VšĮ (1000 MitA)